# 九龍駅 (全羅南道)
九龍駅（クリョンえき）は、大韓民国全羅南道順天市にある、韓国鉄道公社慶全線の駅である。

## 駅構造
- 単式ホーム1面1線の地上駅。

## 歴史
- 1932年11月1日：開業[1]。
- 1944年6月15日：廃止[2]。
- 1950年5月15日：九龍駅再開業[3]。
- 1969年8月1日：無配置簡易駅に降格[4]。
- 2007年6月1日：旅客取り扱い中止。

## 隣の駅
韓国鉄道公社
慶全線
元倉駅 - 九龍駅 - 筏橋駅